# Dubino
Dubino ist eine norditalienische Gemeinde (comune) in der Provinz Sondrio in der Lombardei. 

## Lage und Einwohner
Die Gemeinde liegt rund 35 Kilometer westlich von der Provinzhauptstadt Sondrio an der Adda (als südliche Grenze) und grenzt unmittelbar an die Provinz Como. Im Nordwesten bildet die Uferlinie des Lago di Mezzola die Grenze. Zusammen mit der Fraktion hat die Gemeinde 3793 Einwohner (Stand 31. Dezember 2023).
Die Nachbargemeinden sind Andalo Valtellino, Cino, Delebio, Gera Lario (CO), Mantello, Novate Mezzola, Piantedo, Sorico (CO) und Verceia.

### Verkehrsanbindung
Dubino liegt mit seinem Bahnhof an der Veltlinbahn sowie an der Bahnstrecke Colico–Chiavenna. Durch die Gemeinde führt die Staatsstraße 36, die von Cinisello Balsamo bis zur Schweizer Grenze führt.

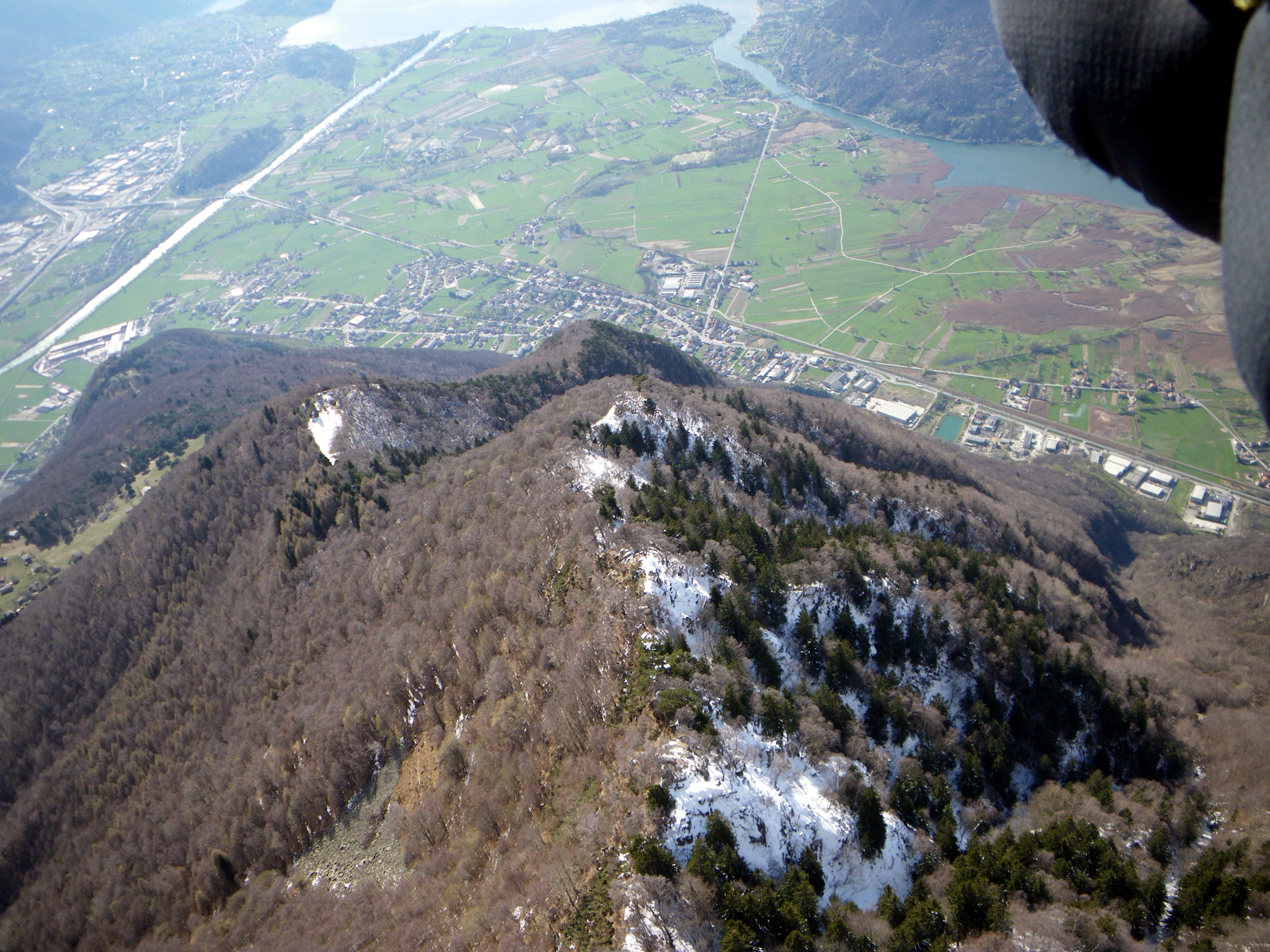
Dubino und Nuova Olonio

## Trivia
Der Bahnhof von Dubino ist Vorlage für ein entsprechendes Empfangsgebäude für Modellbahnen der Nenngröße H0 der Marke Rivarossi.

## Sehenswürdigkeiten
- Pfarrkirche Santi Pietro e Andrea (1675).
- Kirche Madonna della Cintura im Ortsteil Mezzomanico.
- Kirche Immacolata im Ortsteil Monastero.